# Toshihiko Sahashi
Toshihiko Sahashi (Japans: 佐橋 俊彦, Sahashi Toshihiko) (Tokio, 12 november 1959) is een Japans componist.

## Levensloop
Sahashi studeerde aan de Tokyo University of the Arts en promoveerde in 1986. Hij is bekend als componist van verschillende animeseries, videospellen, films, drama's en musicals. Hij schreef muziek voor Ghost Sweeper Mikami, Gundam Seed, Gundam Seed Destiny, Gunslinger Girl, Black Blood Brothers, Full Metal Panic!, Hunter X Hunter, Simoun and Hitman Reborn!.
Hij werkte samen met het London Symphony Orchestra bij de opnames van Gundam Seed en Gundam Seed Destiny. Hij schreef ook de muziek voor de opening van de Aziatische Spelen in 1994.

## Composities

### Werken voor orkest
- Gundam Seed
- Gundam Seed Destiny

### Werken voor harmonieorkest
- 1989 Disney Medley II
- 1990 Batman
  1. The Batman Theme
  2. Batdance
  3. Partyman
- 1991 Mozart Pop Symphony
- 1992 Main Street Electrical Parade
- 1993 Medley (the hit song from "Dreams Come True")
- 1995 Liverpool Sound Collection
  1. The House Of The Rising Sun
  2. World Without Love
  3. Don't Let Me Be Misunderstood
- 1996 Deep Purple Medley
  1. Burn
  2. Highway Star
  3. Smoke on the Water
- 1997 SMAP medley

### Filmmuziek
- 1993 Ghost Sweeper Mikami, TV series
- 1994 Garou densetsu (ook bekend als: "Fatal Fury: The Motion Picture")
- 1996 Haru
- 1997 Ashita heno kakehashi (ook bekend als: "Magnitude")
- 1999 Blue Stinger
- 1999 Dream maker
- 1999 Exam
- 1999 The Big O TV series
- 2001 Puratonikku sekusu (ook bekend als: "Platonic Sex")
- 2002 Full Metal Panic! TV series
- 2002 Kidô senshi Gundam Seed (1 episode) - (ook bekend als: "Gundam Seed")
- 2002 PURITI Woman
- 2003 Full Metal Panic? Fumoffu TV series
- 2003 Gunslinger Girl TV series
- 2003 Pretty Woman
- 2004 Zipang, TV series
- 2004 Kidô senshi Gundam Seed Destiny (ook bekend als: "Gundam Seed Destiny") TV series
- 2005 Full Metal Panic! "The Second Raid" TV series
- 2005 Koini ochitara TV mini-series
- 2006 Urutoraman Mebiusu (ook bekend als: "Ultraman Moebius") TV series
- 2006 Urutoraman Mebiusu ando Urutora kyôdai (ook bekend als: "Ultraman Mebius and Ultra Brothers")
- 2007 Gekijô-ban Kamen Raidâ Den-Ô: Ore, tanjô!
- 2007-2008 Chiritotechin (126 episodes)
- 2007 Swan of the idiots
- 2008 Oh man with a deer in the Well

## Media
- (en)  Gundam Seed Soundtrack-Freedom
- (en)  Gundam Seed Soundtrack-Broken Wings
- Kimi Wa Boku Ni Niteiru (instrumentaal)

- Biblioteca Nacional de España: XX1265453
- Bibliothèque nationale de France: cb15000072q (data)
- CiNii: DA11672758
- Gemeinsame Normdatei: 121882560X
- International Standard Name Identifier: 0000 0000 0225 5403
- MusicBrainz: 06830051-7031-4d4f-b879-27c1d7935800
- Système universitaire de documentation: 077160924
- Virtual International Authority File: 105149106167668491221